# Cayetano Enríquez de Salamanca
Cayetano Enríquez de Salamanca (* 1936 in Madrid; † 21. August 2006 in Fitero, Navarra), vollständiger Name Cayetano Enríquez de Salamanca y Navarro, war ein spanischer Autor und Verleger, der viele Bücher zur Kunst, Geschichte, Geographie und romanischen Architektur veröffentlichte.

## Leben
Cayetano Enríquez de Salamanca studierte Physik an den Universitäten von Madrid und Barcelona. In seinem Hauptberuf war er Unternehmensberater für Informatik. In den 1970er Jahren gründete er den Verlag Enríquez de Salamanca Editor für seine Publikationen.
Für seine Bücher erhielt er Auszeichnungen wie den Premio Nacional de Turismo Vega Inclán (1982), die Medalla de Plata al Mérito Turístico oder die Placa de Plata de la Federación Española de Montañismo. Mehrere seiner Bücher wurden vom Ministerio de Información y Turismo als libro de interés turístico ausgezeichnet.
In seinem Testament vermachte er seine umfangreiche Bibliothek mit über 7000 Bänden und sein Archiv der Gemeinde von Fitero, wo er während seiner letzten zehn Lebensjahre wohnte.

## Werke (Auswahl)
- Guadalajara, Editorial Everest, León 1969, ISBN 84-241-4289-6 (Nachdruck 1973, 1977, 1980 und 1983)
- Jaén, Editorial Everest, León 1970 (Nachdruck 1973 und 1978)
- Palencia, Editorial Everest, León 1972, ISBN 84-241-4361-2 (Nachdruck 1975, 1980, 1983, 1987 und 1990)
- Alcalá de Henares y su Universidad Complutense, Instituto Nacional de Administración Pública, Alcalá de Henares 1973, ISBN 84-600-5920-0.
- Guadarrama y Gredos, Editorial Everest, León 1973, ISBN 84-241-4415-5 (Nachdruck 1988)
- Ciudad Real, Editorial Everest, León 1973, ISBN 84-241-4247-0 (Nachdruck 1983 und 1986)
- La provincia de Segovia, Editorial Everest, León 1973, ISBN 84-241-4414-7 (Nachdruck 1979 und 1983)
- La Catedral de Sevilla y el Monasterio de San Isidoro del Campo, Enríquez de Salamanca Editor, Las Rozas (Madrid) 1974, ISBN 84-400-7636-3.
- Santa María del Paular, Enríquez de Salamanca Editor, Las Rozas (Madrid) 1974, ISBN 84-400-7208-2 (Nachdruck 1986)
- Por el Pirineo Aragonés. Rutas de la Jacetania, Enríquez de Salamanca Editor, Las Rozas (Madrid) 1974, ISBN 84-400-8296-7 (3. Auflage 1979)
- Por el Pirineo Aragonés. Rutas del Sobrarbe y la Ribagorza, Enríquez de Salamanca Editor, Las Rozas (Madrid) 1974, ISBN 84-400-1804-2 (5. Auflage 1992)
- Gredos. Por dentro y por fuera, Enríquez de Salamanca Editor, Las Rozas (Madrid) 1975, ISBN 84-400-8563-X (3. Auflage 1985)
- Por el Pirineo Catalán. Valle de Arán y Parque Nacional de Aigües Tortes, Enríquez de Salamanca Editor, Las Rozas (Madrid) 1975, ISBN 84-400-3176-9 (3. Auflage 1979)
- Por el Pirineo Catalán. El Pallars, el Alto Urgel y Andorra, Enríquez de Salamanca Editor, Las Rozas (Madrid) 1976, ISBN 84-400-9713-1.
- Por el Pirineo Catalán. Cerdaña, Alto Berguedá y Ripollés, Enríquez de Salamanca Editor, Las Rozas (Madrid) 1977, ISBN 84-400-2608-0.
- Por el Pirineo Catalán. Garrotxa y Alto Ampurdán, Enríquez de Salamanca Editor, Las Rozas (Madrid) 1978.
- Por el Pirineu Català. De la Vall d'Aran a l'Alt Urgell, Enríquez de Salamanca Editor, Las Rozas (Madrid) 1978, ISBN 84-400-4297-3.
- Por el Pirineo Navarro. Del Baztán a Belagua, Enríquez de Salamanca Editor, Las Rozas (Madrid) 1978, ISBN 84-300-0043-7.
- La Cerdaña, Enríquez de Salamanca Editor, Las Rozas (Madrid) 1979, ISBN 84-300-1037-8.
- El Valle de Benasque, Enríquez de Salamanca Editor, Las Rozas (Madrid) 1979.
- Ministerio de Información y Turismo (Hrsg.): La España de los Museos, Servicio de Publicidad e Información de Turismo, Madrid 1980.
- Por el Pirineu Català. De la Cerdanya a l'Alt Empordà, Enríquez de Salamanca Editor, Las Rozas (Madrid) 1980, ISBN 84-300-2106-X.
- Por los Picos de Europa. De Ándara al Cornión, Enríquez de Salamanca Editor, Las Rozas (Madrid) 1980, ISBN 84-300-2105-1.
- Por la Sierra de Guadarrama, Enríquez de Salamanca Editor, Las Rozas (Madrid) 1981, ISBN 84-300-4081-1.
- Aínsa y el Sobrarbe, Enríquez de Salamanca Editor, Las Rozas (Madrid) 1982, ISBN 84-300-6971-2.
- La Sierra de Guara, Enríquez de Salamanca Editor, Las Rozas (Madrid) 1982, ISBN 84-300-7022-2.
- Jaca y el Románico, Editorial Everest, León 1983, ISBN 84-241-4729-4.
- Jaca y su tierra, Enríquez de Salamanca Editor, Las Rozas (Madrid) 1983, ISBN 84-300-9077-0.
- Cabrales y Picos de Europa, Enríquez de Salamanca Editor, Las Rozas (Madrid) 1983, ISBN 84-300-9078-9.
- Crónica de Alcalá de Henares, Instituto Nacional de Administración Pública, Alcalá de Henares 1983, ISBN 84-7351-165-4.
- El Parque Nacional de la Montaña de Covadonga, Enríquez de Salamanca Editor, Las Rozas (Madrid) 1984, ISBN 84-398-0904-2.
- Atlas turístico del Pirineo, Enríquez de Salamanca Editor, Las Rozas (Madrid) 1984.
- Rutas del Románico en la provincia de Huesca, Enríquez de Salamanca Editor, Las Rozas (Madrid) 1987, ISBN 84-398-9582-8.
- Rutas del Románico en la provincia de Soria, Enríquez de Salamanca Editor, Las Rozas (Madrid) 1986, ISBN 84-398-7136-8.
- Peñalara: 75 años, 1913-1988, Real Sociedad Española de Alpinismo Peñalara, Madrid 1988.
- Rutas del Románico en la provincia de Salamanca, Enríquez de Salamanca Editor, Las Rozas (Madrid) 1989, ISBN 84-404-4615-2.
- Rutas del Románico en la provincia de Zamora, Enríquez de Salamanca Editor y Librería Cervantes, Las Rozas (Madrid) 1989, ISBN 84-404-4616-0.
- Rutas del Románico en la provincia de León, Enríquez de Salamanca Editor y Librería Cervantes, Las Rozas (Madrid) 1990, ISBN 84-404-6957-8.
- Museos de España, Instituto de Turismo de Espña, Madrid 1991, ISBN 84-86941-46-6.
- Rutas del Románico en la provincia de Palencia, Enríquez de Salamanca Editor, Las Rozas (Madrid) 1991, ISBN 84-404-9297-9.
- Guía de Toledo, El País/Aguilar 1990, ISBN 84-03-59054-7.
- Guía del Camino de Santiago, El País/Aguilar 1991, ISBN 84-03-59151-9.
- Curiosidades de Toledo, Ediciones El País, Madrid 1992, ISBN 84-03-59167-5.
- La ruta pirenaica, El País/Aguilar, Madrid 1994, ISBN 84-03-59275-2.
- Tesoros artísticos de España, Promoción de Ediciones, Madrid 1994, ISBN 84-7758-584-9. (Nachdruck 1995, 1996, 1997 und 1999)
- Monumenta hispánica, catálogo monumental de España, Enríquez de Salamanca Editor, Las Rozas (Madrid) 2000, ISBN 84-607-1153-6 (als CD-ROM)

| Personendaten    | Personendaten                            |
| ---------------- | ---------------------------------------- |
| NAME             | Salamanca, Cayetano Enríquez de          |
| ALTERNATIVNAMEN  | Cayetano Enríquez de Salamanca y Navarro |
| KURZBESCHREIBUNG | spanischer Sachbuchautor und Verleger    |
| GEBURTSDATUM     | 1936                                     |
| GEBURTSORT       | Madrid                                   |
| STERBEDATUM      | 21. August 2006                          |
| STERBEORT        | Fitero                                   |